# 1904 na literatura

## Eventos
- Albino Forjaz de Sampaio publica Iluminuras.
- H. G. Wells publica The Food of the Gods.
- Manuel Teixeira Gomes publica Cartas sem Moral Nenhuma e Agosto Azul.

## Nascimentos
| Data           | Nome                   | Profissão                     | Nacionalidade  | Observações                             | Ref   |
| -------------- | ---------------------- | ----------------------------- | -------------- | --------------------------------------- | ----- |
| 23 de Março    | H. Beam Piper          | escritor de ficção científica | Estados Unidos | m. 1964?                                |       |
| 22 de abril    | María Zambrano         | filósofa e escritora          | Espanha        | m .1991 Prémio Miguel de Cervantes 1988 | [ 1 ] |
| 12 de Julho    | Pablo Neruda           | escritor                      | Chile          | m. 1973                                 |       |
| 3 de Agosto    | Clifford D. Simak      | escritor de ficção científica | Estados Unidos | m. 1988                                 |       |
| 26 de Agosto   | Christopher Isherwood  | escritor                      | Inglaterra     | m. 1986                                 |       |
| 25 de Novembro | Ba Jin                 | escritor                      | China          | m. 2005                                 |       |
|                | Armindo José Rodrigues | médico, tradutor e poeta      | Portugal       | m. 1993                                 |       |

## Mortes
| Data              | Nome                      | Profissão        | Nacionalidade  | Observações | Ref |
| ----------------- | ------------------------- | ---------------- | -------------- | ----------- | --- |
| 23 de Março       | Apolinário Porto-Alegre   | escritor e poeta | Brasil         | n. 1844     |     |
| 14 ou 15 de Julho | Anton Paolovitch Tchekhov | escritor         | Rússia         | n. 1860     |     |
| 26 de Setembro    | Lafcádio Hearn            | escritor         | Grécia / Japão | n. 1850     |     |

## Prémios literários
- Nobel de Literatura - Frédéric Mistral e José Echegaray.
- Prémio Goncourt - Léon Frapié